# Michel Schlien
Michel Schlien (* 5. März 1992) ist ein deutscher Volleyball- und Beachvolleyballspieler.

## Karriere
Schlien begann seine Karriere in der Halle 2006 beim TSV Buxtehude-Altkloster. Später war er mit Doppelspielrecht beim VC Olympia Hamburg aktiv. Von dort wechselte er zum damaligen Zweitligisten SVG Lüneburg. Mit dem Verein schaffte er 2014 den Aufstieg in die Bundesliga. In der Saison 2014/15 erreichte die SVG mit Schlien das DVV-Pokalfinale und das Playoff-Halbfinale. Ein Jahr später erreichten die Norddeutschen das jeweils das Halbfinale im Pokal und den Playoffs. Im Jahr 2019 wurde erneut das Pokalfinale erreicht. Es kam zu einer Wiederauflage des Finals von 2015 gegen den VfB Friedrichshafen, das die SVG Lüneburg verlor.
Im Beachvolleyball ist Schlien seit 2009 aktiv. 2010 spielte er mit Tamme Witte u. a. bei den deutschen U19- und U20-Meisterschaften. 2011 trat er mit Fabian Schmidt bei der U20-Europameisterschaft in Tel Aviv an. 2012 spielte er einige Turniere mit Lorenz Schümann. 2015 und 2016 bildete er ein Duo mit Finn Schwarmann.